# Lispe sydneyensis
Lispe sydneyensis är en tvåvingeart som beskrevs av Ignaz Rudolph Schiner 1868. Lispe sydneyensis ingår i släktet Lispe och familjen husflugor. Inga underarter finns listade i Catalogue of Life.